# Abbas Abubakar Abbas
Abbas Abubakar Abbas (in arabo أبو بكر عباس عباس‎?; Kano, 17 maggio 1996) è un velocista bahreinita, medaglia di bronzo nella staffetta 4×400 metri mista ai Mondiali di Doha 2019.

## Palmarès
| Anno | Manifestazione             | Sede           | Evento        | Risultato  | Prestazione | Note                          |
| ---- | -------------------------- | -------------- | ------------- | ---------- | ----------- | ----------------------------- |
| 2014 | Mondiali juniores          | Eugene         | 400 m piani   | Bronzo     | 46"20       |                               |
| 2014 | Giochi asiatici            | Incheon        | 400 m piani   | Argento    | 45"62       |                               |
| 2015 | Campionati asiatici        | Wuhan          | 400 m piani   | 4º         | 46"15       |                               |
| 2015 | Mondiali                   | Pechino        | 400 m piani   | Batteria   | 45"64       |                               |
| 2016 | Campionati asiatici indoor | Doha           | 400 m piani   | Argento    | 46"60       |                               |
| 2016 | Giochi olimpici            | Rio de Janeiro | 400 m piani   | Batteria   | dq          |                               |
| 2018 | Giochi asiatici            | Giacarta       | 400 m piani   | 7º         | 46"41       |                               |
| 2018 | Giochi asiatici            | Giacarta       | 4×400 m       | 5º         | 3'03"97     |                               |
| 2018 | Giochi asiatici            | Giacarta       | 4×400 m mista | dq         | dq          |                               |
| 2019 | Campionati asiatici        | Doha           | 400 m piani   | Argento    | 45"14       | Miglior prestazione personale |
| 2019 | Campionati asiatici        | Doha           | 4×400 m mista | Oro        | 3'15"75     |                               |
| 2019 | Mondiali                   | Doha           | 400 m piani   | Semifinale | 45"26       |                               |
| 2019 | Mondiali                   | Doha           | 4×400 m mista | Bronzo     | 3'11"82     | Record asiatico               |
| 2023 | Giochi asiatici            | Hangzhou       | 4x400 m       | Finale     | dns         |                               |